# Monte Narsap

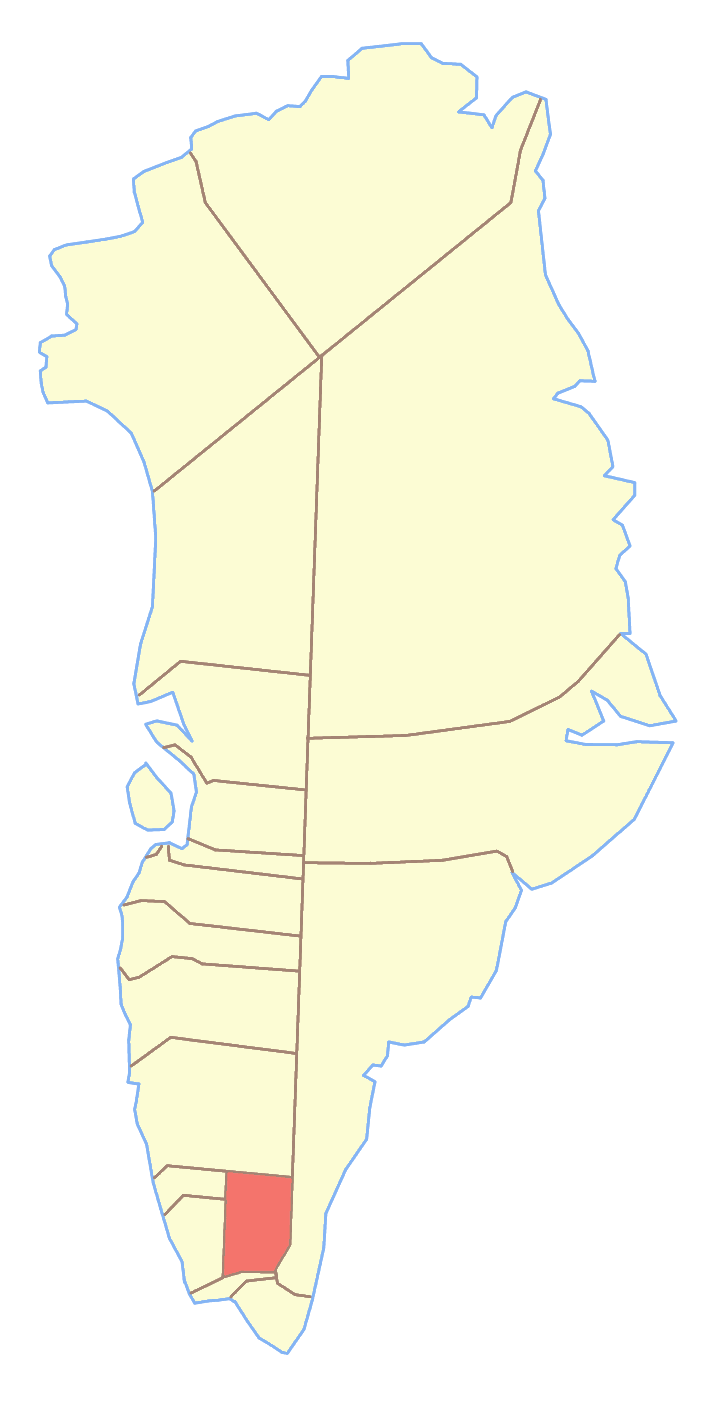
Ex comune di Narsaq, dove si trovava il Monte Narsap

Il monte Narsap (groenlandese Narsap Qaqqaa, danese Narsaq Fjeld) è una montagna della Groenlandia di 705 m. Si trova a 60°58'N 46°02'O; appartiene al comune di Kujalleq.